# 国鉄クヤ7形電車
クヤ7形は、かつて日本国有鉄道（国鉄）に在籍した、事業用直流電車（配給車）である。本形式は貨車から電車に改造されたという、稀有の経歴を持つ形式である。

## 概要
1952年（昭和27年）、戦災復旧車で荷重の少なかったヤサハ36形に代わって、配給列車に使用されていたトキ10形無蓋貨車を本格的に配給電車に改造したものである。従来は、ヤサハ36形またはトキ10形を電動車で挟んだ3両編成で運用されていたが非効率であったため、この機会に制御車化が行われた。改造は大井工場及び吹田工場で施工され、計5両が本形式となった。
クヤ7形とは、本来70kW(100PS)電動機を装備する電動車と連結すべき木製の付随車（制御車）に付与されるべき形式であるが、本形式は半鋼製であり、制式の電車の系譜や形式付与体系から外れた存在で、国鉄が製作した生れながらの雑形電車というべきものである。1953年（昭和28年）6月1日に施行された車両形式称号規程改正では、雑形に分類され、クル9210形に改称された。この間の形式番号の変遷は次のとおりである。
- トキ38 → クヤ7001 → クル9210
- トキ47 → クヤ7002 → クル9211
- トキ82 → クヤ7003 → クル9212
- トキ87 → クヤ7004 → クル9213
- トキ144 → クヤ7005 → クル9214

## 構造
車体の一端に切妻の運転台を設けており、この部分のみが有蓋である。運転台はごく狭く、乗務員室扉の幅しか無い。妻面は非貫通・切妻の3枚窓となっていて、ロクサン型のような表情となっている。運転台以外の部分は無蓋で、種車にあった木製のあおり戸は撤去されて固定式の側板とされた。本形式は小型であるが、もとが貨車であるだけに荷重は30t（種車のトキ10形は荷重35t）に達していた。
トキ10形のオリジナル台車は、アーチバー式のTR20であったが、電車への改造に際してワキ700形貨車が装備していた高速用の鋳鋼製台車TR24に交換されている。

## 経歴
落成後の本形式は、クヤ7001 - クヤ7004が東京鉄道管理局、クヤ7005が大阪鉄道管理局に配置され、鋼製配給車や荷物車と組んで使用されたが、1963年（昭和38年）からクル29形への置き換えが進み、1965年（昭和40年）7月に9214が廃車されたのに伴い、形式消滅した。